# Église Saint-Germain de Sauvagny
L'église Saint-Germain est une église catholique située à Sauvagny, en France.

## Localisation
L'église est située dans le département français de l'Allier, sur la commune de Sauvagny.

## Description
L'église est de style roman. La façade ouest présente un portail d'influence bourguignonne et un clocher-mur.

## Historique
L'église a été construite au XIIe siècle et a appartenu aux Hospitaliers de l'ordre de Saint-Jean de Jérusalem.
Vendue comme bien national à la Révolution, elle reste une propriété privée. Elle sert de chapelle funéraire aux familles d'Agoult et Séguier, propriétaires du château de La Varenne.
L'édifice est classé au titre des monuments historiques en 1930.